# Getholm (vid Jumo, Iniö)
Getholm är en ö i Finland. Den ligger i Skärgårdshavet och i kommunen Pargas i landskapet Egentliga Finland, i den sydvästra delen av landet. Ön ligger omkring 50 kilometer väster om Åbo och omkring 200 kilometer väster om Helsingfors.
Öns area är 21,3 hektar och dess största längd är 0,8 kilometer i sydväst-nordöstlig riktning.